# Quinta do Sol
Quinta do Sol este un oraș în Paraná (PR), Brazilia.